# Kreuz von Neuadd Siarman

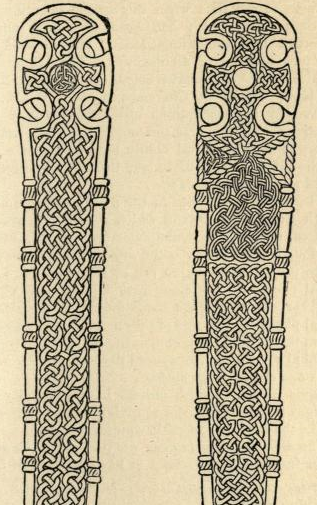
Vor- und Rückseite des Neuadd Siarman Pillar Cross

Das Kreuz von Neuadd Siarman in Powys (auch Llanynis pillar cross genannt) gilt als eine der besten keltischen Steinmetzarbeiten am Übergang vom 9. zum 10. Jahrhundert in Wales. Das Kreuz ist säulenartig (pillar cross) mit reich ornamentierter Vorder- und Rückseite und einem durchgängigen einfachen Schlingenornament an beiden Seiten.

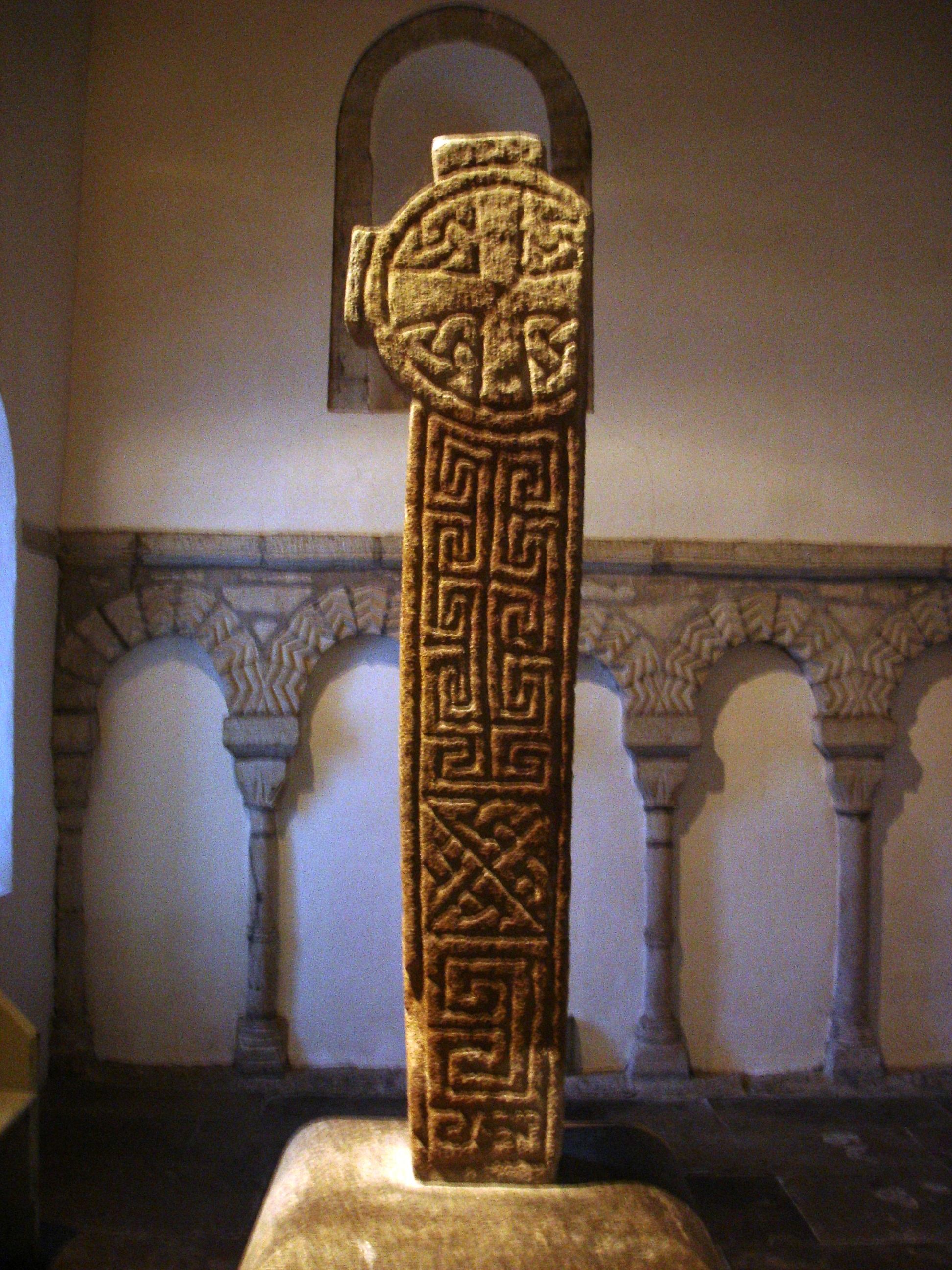
Das kleinere der Penmon crosses

Das 1,77 m hohe Kreuz betont die Symbolik der Weltachse, die ohne Vorsprünge vom oberen Radkreuz unmerklich mit dem Schaft verschmilzt. Die Kreuzesdarstellungen beider Seiten sind völlig mit Knotenmustern heidnischen Ursprungs geschmückt. Es steht in der Brecknock Museum & Art Gallery in Brecon.
Ähnlich geformte und verzierte Kreuze gibt es in Penmon an der Nordostspitze von Anglesey und Nevern in Pembrokeshire. 